# IEC 60958
IEC 60958 és una normativa internacional (creada per l'IEC) que tracta d'interfícies per a àudio digital. IEC 60958 descriu un bus sèrie, unidireccional destinat a la interconnexió d'equipament d'àudio digital comercial i professional.

## Parts de la norma
- IEC 60958-1 : Interfície d'àudio digital - Part 1 : General.[3]
- IEC 60958-3 : Interfície d'àudio digital - Part 3 : Aplicacions de consum.[4]
- IEC 60958-4-1 : Interfície d'àudio digital - Part 4-1 : Aplicacions professionals.[5]
- IEC 60958-4-2 : Interfície d'àudio digital - Part 4-2 : Aplicacions professionals - Formats de codificació (Metadata i subcode).[6]
- IEC 60958-4-4 : Interfície d'àudio digital - Part 4-4 : Aplicacions professionals - Paràmetres físics i elèctrics.[6]